# Lewisham & Greenwich NHS Choir
Der Lewisham & Greenwich NHS Choir ist eine Gesangsgruppe aus Mitgliedern des Londoner Gesundheitswesens, die an Weihnachten 2015 mit ihrer Benefizsingle A Bridge over You in Großbritannien einen Nummer-eins-Erfolg hatte.

## Hintergrund
Der Lewisham & Greenwich NHS Choir ist ein Chor aus Mitarbeitern des britischen National Health Service (NHS), die aus den Londoner Stadtteilen Lewisham und Greenwich kommen. Der Chor wurde 2012 von Gareth Malone zusammengestellt. Er ist Chorleiter und Showmaster für die BBC und suchte landesweit Mitarbeiterchöre, die in seiner Show Sing While You Work gegeneinander antraten. Der Chor aus dem Südosten Londons erreichte das Finale.
Im Jahr darauf nahmen die Mitglieder eine Single auf und wählten als Lied ein Medley aus Bridge over Troubled Water von Simon & Garfunkel und Fix You von Coldplay. Durch interne Werbung im Bekanntenkreis verkauften sich 2013 davon 10.000 Stück als Download.
Zwei Jahre später entdeckte eine Assistenzärztin aus Cambridgeshire das Video im Internet und hatte die Idee, eine Weihnachtskampagne zu starten. Seit den 1970er Jahren wird in Großbritannien ein besonderer Wettstreit darum ausgetragen, welches Lied an den Weihnachtsfeiertage Platz eins der Charts belegt und in den vorangegangenen Jahren waren die sozialen Medien genutzt worden, um bestimmte Kandidaten voranzubringen. Durch die Unterstützung im Netz, durch einen Liveauftritt im BBC-Radio sowie durch den Unterstützungsaufruf des einzigen chancenreichen Mitbewerbers Justin Bieber gelang es dem Chor mit ihrem Lied A Bridge over You schließlich, mit 127.000 verkauften Einheiten das meistverkaufte Lied der Woche bis einschließlich Heiligabend zu werden. Die Einnahmen wurden wohltätigen Zwecken gespendet und gingen unter anderem an die Organisationen Carers UK und Mind.

## Diskografie
Lieder
- A Bridge over You (2015, Medley aus Bridge over Troubled Water von Simon & Garfunkel und Fix You von Coldplay)